# Minnesota Vikings 2019
La stagione 2019 dei Minnesota Vikings è stata la 59ª della franchigia nella National Football League, la 4ª giocata allo U.S. Bank Stadium e la 6ª con Mike Zimmer come capo allenatore. La squadra migliorò il bilancio di 8–7–1 del 2018 con una vittoria nella settimana 14 contro i Detroit Lions e fece ritorno ai playoff dopo un anno di assenza. Lì batterono in trasferta i New Orleans Saints 26–20 ai tempi supplementari, venendo eliminati nel divisional round la settimana successiva contro i San Francisco 49ers numeri 1 del tabellone della NFC.

## Scelte nel Draft 2019
| Draft NFL 2019   |                  |                  |       |                |
| Ordine del Draft | Ordine del Draft | Giocatore        | Ruolo | College        |
| Giro             | Scelta           | Giocatore        | Ruolo | College        |
| 1                | 18               | Garrett Bradbury | C     | NC State       |
| 2                | 50               | Irv Smith Jr.    | TE    | Alabama        |
| 4                | 114              | Dru Samia        | G     | Oklahoma       |
| 5                | 162              | Cameron Smith    | LB    | USC            |
| 6                | 190              | Armon Watts      | DT    | Arkansas       |
| 6                | 191              | Marcus Epps      | S     | Wyoming        |
| 6                | 193              | Oli Udoh         | OT    | Elon           |
| 7                | 217              | Kris Boyd        | CB    | Texas          |
| 7                | 239              | Dillon Mitchell  | WR    | Oregon         |
| 7                | 247              | Olabisi Johnson  | WR    | Colorado State |
| 7                | 250              | Austin Cutting   | LS    | Air Force      |

## Staff
| Staff dei Minnesota Vikings nel 2019 |
| --- |
| Organi dirigenziali Proprietà - Proprietario/Azionista di maggioranza: Zygi Wilf - Proprietario/Presidente: Mark Wilf - Proprietario/Vice-Azionista di maggioranza: Leonard Wilf - Partner di Azionariato: Jeffrey Wilf, Reggie Fowler, Alan Landis, David Mandelbaum Staff esecutivo - General Manager: Rick Spielman - Assistente del General Manager: George Paton - Vice Presidente degli Affari Pubblici & Sviluppo dello Stadio: Lester Bagley - Vice Presidente delle Operazioni legate al Football: Rob Brzezinski - Vice Presidente delle Vendite & Marketing e Direttore del Marketing: Steve LaCroix - Vice Presidente delle Finanze e Direttore Finanziario: Steve Poppen - Vice Presidente degli Affari Legali e Direttore Amministrativo: Kevin Warren Consulenti - Consulente: Bud Grant - Consulente Storico del Team: Fred Zamberletti - Consulente Stadio e Sviluppo Immobiliare: Don Becker Scouting staff - Direttore dello Scouting Collegiale: Jamaal Stephenson - Direttore dello Scouting Professionistico: Ryan Monnens Capo allenatore - Mike Zimmer Altri allenatori - Preparatore atletico: Eric Sugarman - Coordinatore dello sviluppo della forza e della condizione: Mark Uyeyama - Assistente dello sviluppo della forza e della condizione: Derik Keyes, Reshard Langford, Chaz Mahle Allenatori dell'attacco - Coordinatore dell'attacco: John DeFilippo - Quarterback: Kevin Stefanski - Running Back: Kennedy Polamalu - Wide Receiver: Darrell Hazell - Assistente Wide Receiver: Drew Petzing - Tight End: Clancy Barone - Offensive Line: Vacante - Controllo Qualità: Andrew Janocko Allenatori della difesa - Coordinatore della difesa: George Edwards - Defensive Line: Andre Patterson - Assistente Defensive Line: Robert Rodriguez - Linebacker: Adam Zimmer - Defensive Back: Jerry Gray - Assistente Defensive Back/Controllo Qualità: Jonathan Gannon - Assistente della difesa: Jeff Howard Allenatori dello special team - Coordinatore dello Special Team: Mike Priefer - Assistente dello Special Team: Ryan Ficken |

## Roster
| Roster dei Minnesota Vikings nel 2019 |
| --- |
| Quarterback - 8 Kirk Cousins - 4 Sean Mannion Running Back - 31 Ameer Abdullah - 23 Mike Boone - 33 Dalvin Cook - 30 C.J. Ham FB - 25 Alexander Mattison Wide Receiver - 12 Chad Beebe - 14 Stefon Diggs - 13 Josh Doctson - 81 Olabisi Johnson - 19 Adam Thielen Tight End - 83 Tyler Conklin - 86 Brandon Dillon - 82 Kyle Rudolph - 84 Irv Smith Jr. Offensive Linemen - 56 Garrett Bradbury C - 78 Dakota Dozier G - 65 Pat Elflein G - 69 Rashod Hill T - 64 Josh Kline G - 75 Brian O'Neill T - 71 Riley Reiff T - 73 Dru Samia G - 74 Oli Udoh T Defensive Linemen - 97 Everson Griffen DE - 92 Jalyn Holmes DT - 99 Danielle Hunter DE - 94 Jaleel Johnson DT - 98 Linval Joseph DT - 51 Hercules Mata'afa DT - 95 Ifeadi Odenigbo DE - 93 Shamar Stephen DT - 96 Armon Watts DT - 91 Stephen Weatherly DE Linebacker - 55 Anthony Barr OLB - 40 Kentrell Brothers MLB - 42 Ben Gedeon OLB - 54 Eric Kendricks MLB - 50 Eric Wilson OLB Defensive Back - 20 Mackensie Alexander CB - 38 Kris Boyd CB - 39 Marcus Epps SS - 32 Mark Fields CB - 41 Anthony Harris FS - 21 Mike Hughes CB - 27 Jayron Kearse FS - 29 Xavier Rhodes CB - 22 Harrison Smith SS - 26 Trae Waynes CB Special Team - 5 Dan Bailey K - 2 Britton Colquitt P - 58 Austin Cutting LS Lista delle riserve - 68 Ade Aruna DE (IR) - 90 Tashawn Bower DE (NF-Inj.) - 24 Holton Hill CB (Sospeso) - 89 David Morgan II TE (PUP) - 35 Isaiah Wharton S (IR) Squadra di allenamento - 48 Khari Blasingame FB - 3 Jake Browning QB - 76 Aviante Collins T - 16 Davion Davis WR - 57 Devante Downs OLB - 74 Stacy Keely DE - 7 Chase McLaughlin K - 44 Nate Meadors CB - 17 Dillon Mitchell WR - 59 Cameron Smith LB 53 attivi, 5 inattivi, 10 nella squadra di allenamento |
| Legenda - I rookie sono in corsivo. - Il primo ruolo è il principale mentre gli eventuali successivi indicano i ruoli secondari. - (IR) sta per Injured Reserve ed indica la lista ristretta per un solo giocatore infortunato che può tornare ad allenarsi dopo la settimana 6 e a rientrare in prima squadra dopo che questa ha giocato 8 partite. - (NF-Inj.) / (NF-Ill.) stanno rispettivamente per Non-Football Injured e Non-Football Illness ed indicano le liste dove viene inserito un giocatore che ha un infortunio o una malattia non dipendente dal football americano. - (PUP) sta per Physically Unable to Perform ed indica la lista dove viene inserito un giocatore mentre è in attesa di recuperare la condizione fisica. Nella stagione regolare dopo la sesta partita giocata dalla propria squadra, il giocatore ha tempo tre settimane per riprendere ad allenarsi, più tre settimane aggiuntive dal suo rientro agli allenamenti per rientrare in prima squadra. |

## Calendario

### Stagione regolare
| Stagione regolare |                    |                         |                    |                    |                            |                    |                    |
| Turno             | Data               | Ora                     | Avversario         | Risultato          | Record                     | Stadio             | Sintesi            |
| 1                 | 8 settembre        | Atlanta Falcons         | V 28–12            | 1–0                | U.S. Bank Stadium          | 66,714             | Recap              |
| 2                 | 15 settembre       | at Green Bay Packers    | S 16–21            | 1–1                | Lambeau Field              | 78,416             | Recap              |
| 3                 | 22 settembre       | Oakland Raiders         | V 34–14            | 2–1                | U.S. Bank Stadium          | 66,738             | Recap              |
| 4                 | 29 settembre       | at Chicago Bears        | S 6–16             | 2–2                | Soldier Field              | 62,131             | Recap              |
| 5                 | 6 ottobre          | at New York Giants      | V 28–10            | 3–2                | MetLife Stadium            | 75,041             | Recap              |
| 6                 | 13 ottobre         | Philadelphia Eagles     | V 38–20            | 4–2                | U.S. Bank Stadium          | 66,837             | Recap              |
| 7                 | 20 ottobre         | at Detroit Lions        | V 42–30            | 5–2                | Ford Field                 | 60,314             | Recap              |
| 8                 | 24 ottobre         | Washington Redskins     | V 19–9             | 6–2                | U.S. Bank Stadium          | 66,776             | Recap              |
| 9                 | 3 novembre         | at Kansas City Chiefs   | S 23–26            | 6–3                | Arrowhead Stadium          | 73,615             | Recap              |
| 10                | 10 novembre        | at Dallas Cowboys       | V 28–24            | 7–3                | AT&T Stadium               | 91,188             | Recap              |
| 11                | 17 novembre        | Denver Broncos          | V 27–23            | 8–3                | U.S. Bank Stadium          | 66,883             | Recap              |
| 12                | Settimana di pausa | Settimana di pausa      | Settimana di pausa | Settimana di pausa | Settimana di pausa         | Settimana di pausa | Settimana di pausa |
| 13                | 2 dicembre         | at Seattle Seahawks     | S 30–37            | 8–4                | CenturyLink Field          | 69,080             | Recap              |
| 14                | 8 dicembre         | Detroit Lions           | V 20–7             | 9–4                | U.S. Bank Stadium          | 66,776             | Recap              |
| 15                | 15 dicembre        | at Los Angeles Chargers | V 39–10            | 10–4               | Dignity Health Sports Park | 25,446             | Recap              |
| 16                | 23 dicembre        | Green Bay Packers       | S 10–23            | 10–5               | U.S. Bank Stadium          | 67,157             | Recap              |
| 17                | 29 dicembre        | Chicago Bears           | S 19–21            | 10–6               | U.S. Bank Stadium          | 66,913             | Recap              |

Note: gli avversari della propria division sono in grassetto.

### Playoff
| Playoff    |                 |                            |               |           |                         |        |         |
| Turno      | Data            | Ora                        | Avversario    | Risultato | Record                  | Stadio | Sintesi |
| Wild Card  | 5 gennaio 2020  | at New Orleans Saints (3)  | V 26–20 (dts) | 1–0       | Mercedes-Benz Superdome | 73,038 | Recap   |
| Divisional | 11 gennaio 2020 | at San Francisco 49ers (1) | S 10–27       | 1–1       | Levi's Stadium          | 71,649 | Recap   |

## Classifiche

### Division
| NFC North           | NFC North | NFC North | NFC North | NFC North | NFC North | NFC North | NFC North | NFC North |
| vedi • disc. • mod. | V         | S         | P         | PCT       | DIV       | CONF      | PF        | PS        |
| ------------------- | --------- | --------- | --------- | --------- | --------- | --------- | --------- | --------- |
| Green Bay Packers   | 13        | 3         | 0         | .813      | 6-0       | 10-2      | 376       | 313       |
| Minnesota Vikings   | 10        | 6         | 0         | .625      | 2-4       | 7-5       | 407       | 303       |
| Chicago Bears       | 8         | 8         | 0         | .500      | 4-2       | 7-5       | 280       | 298       |
| Detroit Lions       | 3         | 12        | 1         | .219      | 0-6       | 2-9-1     | 341       | 423       |
|                     |           |           |           |           |           |           |           |           |
|                     |           |           |           |           |           |           |           |           |

### Conference
| National Football Conference           | National Football Conference | National Football Conference | National Football Conference | National Football Conference | National Football Conference | National Football Conference | National Football Conference | National Football Conference | National Football Conference | National Football Conference |
| Pos.                                   | Squadra                      | Division                     | V                            | S                            | P                            | PCT                          | DIV                          | CONF                         | SOS                          | SOV                          |
| Capolista di Division                  | Capolista di Division        | Capolista di Division        | Capolista di Division        | Capolista di Division        | Capolista di Division        | Capolista di Division        | Capolista di Division        | Capolista di Division        | Capolista di Division        | Capolista di Division        |
| -------------------------------------- | ---------------------------- | ---------------------------- | ---------------------------- | ---------------------------- | ---------------------------- | ---------------------------- | ---------------------------- | ---------------------------- | ---------------------------- | ---------------------------- |
| 1                                      | San Francisco 49ers          | West                         | 8                            | 0                            | 0                            | 1.000                        | 2-0                          | 5-0                          | .341                         | .341                         |
| 2                                      | New Orleans Saints           | South                        | 7                            | 1                            | 0                            | .875                         | 1-0                          | 5-1                          | .522                         | .508                         |
| 3                                      | Green Bay Packers            | North                        | 7                            | 2                            | 0                            | .778                         | 3-0                          | 4-1                          | .513                         | .517                         |
| 4                                      | Dallas Cowboys               | East                         | 5                            | 3                            | 0                            | .625                         | 4-0                          | 4-2                          | .377                         | .250                         |
| Wild Card                              |                              |                              |                              |                              |                              |                              |                              |                              |                              |                              |
| 5                                      | Minnesota Vikings            | West                         | 7                            | 2                            | 0                            | .778                         | 2-0                          | 4-1                          | .418                         | .307                         |
| 6                                      | Seattle Seahawks             | North                        | 6                            | 3                            | 0                            | .667                         | 1-2                          | 5-2                          | .422                         | .324                         |
| In corsa per i play-off                |                              |                              |                              |                              |                              |                              |                              |                              |                              |                              |
| 7                                      | Los Angeles Rams             | West                         | 5                            | 3                            | 0                            | .625                         | 0-2                          | 3-3                          | .492                         | .375                         |
| 8                                      | Carolina Panthers            | South                        | 5                            | 3                            | 0                            | .625                         | 1-1                          | 2-3                          | .507                         | .443                         |
| 9                                      | Philadelphia Eagles          | East                         | 5                            | 4                            | 0                            | .556                         | 1-1                          | 3-4                          | .447                         | .429                         |
| 10                                     | Detroit Lions                | North                        | 3                            | 4                            | 1                            | .438                         | 0-2                          | 2-2-1                        | .528                         | .407                         |
| 11                                     | Arizona Cardinals            | West                         | 3                            | 5                            | 1                            | .389                         | 0-2                          | 2-4-1                        | .534                         | .120                         |
| 12                                     | Chicago Bears                | North                        | 3                            | 5                            | 0                            | .375                         | 1-1                          | 2-3                          | .529                         | .370                         |
| 13                                     | Tampa Bay Buccaneers         | South                        | 2                            | 6                            | 0                            | .250                         | 1-2                          | 2-5                          | .642                         | .625                         |
| 14                                     | New York Giants              | East                         | 2                            | 7                            | 0                            | .222                         | 1-2                          | 2-5                          | .526                         | .176                         |
| 15                                     | Atlanta Falcons              | South                        | 1                            | 7                            | 0                            | .125                         | 0-0                          | 1-4                          | .593                         | .556                         |
| 16                                     | Washington Redskins          | East                         | 1                            | 8                            | 0                            | .111                         | 0-3                          | 0-6                          | .579                         | .125                         |
| Criteri di spareggio                   |                              |                              |                              |                              |                              |                              |                              |                              |                              |                              |
| 1.                                     |                              |                              |                              |                              |                              |                              |                              |                              |                              |                              |
| Legenda                                |                              |                              |                              |                              |                              |                              |                              |                              |                              |                              |
| w — wild card ottenuta                 |                              |                              |                              |                              |                              |                              |                              |                              |                              |                              |
| x — partecipazione ai playoff ottenuta |                              |                              |                              |                              |                              |                              |                              |                              |                              |                              |
| y — campioni di division               |                              |                              |                              |                              |                              |                              |                              |                              |                              |                              |
| z — salto del primo turno di play-off  |                              |                              |                              |                              |                              |                              |                              |                              |                              |                              |
| * — vantaggio del campo ottenuto       |                              |                              |                              |                              |                              |                              |                              |                              |                              |                              |

## Premi

### Premi settimanali e mensili
- Anthony Harris:

difensore della NFC della settimana 1
- Dalvin Cook:

running back della settimana 2
running back della settimana 7
giocatore offensivo della NFC della settimana 10
- Dan Bailey:

giocatore degli special team della NFC della settimana 5
giocatore degli special team della NFC della settimana 8
- Kirk Cousins:

quarterback della settimana 6
giocatore offensivo della NFC del mese di ottobre
- Danielle Hunter:

difensore della NFC della settimana 14
- Dan Bailey:

giocatore degli special team della NFC della settimana 15

## Leader della squadra
| Categoria              | Giocatore                     | Totale |
| ---------------------- | ----------------------------- | ------ |
| Yard passate           | Kirk Cousins                  | 3.603  |
| Touchdown passati      | Kirk Cousins                  | 26     |
| Yard corse             | Dalvin Cook                   | 1.135  |
| Touchdown su corsa     | Dalvin Cook                   | 13     |
| Ricezioni              | Stefon Diggs                  | 63     |
| Yard ricevute          | Stefon Diggs                  | 1.130  |
| Touchdown su ricezione | Adam Thielen                  | 6      |
| Punti                  | Dan Bailey                    | 121    |
| Yard su rit. kickoff   | Ameer Abdullah                | 325    |
| Yard su rit. punt      | Mike Hughes                   | 104    |
| Tackle                 | Eric Kendricks                | 110    |
| Sack                   | Danielle Hunter               | 14,5   |
| Intercetti             | Anthony Harris                | 6      |
| Fumble forzati         | Danielle HunterHarrison Smith | 3      |

Fonte: sito ufficiale dei Minnesota Vikings